# Mlahso
Le mlaḥsô ou mlahsö, écrit ܡܠܚܬܝܐ en syriaque classique, parfois appelé aussi suryoyo ou surayt, est un dialecte du néo-araméen central éteint ou dormant. Il était traditionnellement parlé dans l'est de la Turquie et plus tard également dans le nord-est de la Syrie par les Jacobins[Lesquels ?] syriaques-araméens.

## Note de référence
1. ↑  Otto Jastrow, « Mlaḥsô: An Unknown Neo-Aramaic Language of Turkey », Journal of Semitic Studies, vol. 30,‎ 1985, p. 265–270.